# Portret czytającego mężczyzny
Portret czytającego mężczyzny (niderl. Een jongen, en profil, zingend, in een geschilderd ovaal) – obraz olejny niderlandzkiego malarza Pietera de Grebbera

## Opis
Obraz przedstawia czytającego mężczyznę. Dzieło zostało kupione w 1917 na aukcji w Berlinie i sprowadzone do Polski przez warszawskiego marszanda Abe Gutnajera. Niemcy zrabowali obraz 21 lipca 1942, podczas zaplanowanego mordu na Abe Gutnajerze.
Portret czytającego mężczyzny pojawił się w londyńskim domu aukcyjnym Christie's w marcu 2006. Za pośrednictwem ambasady polskiej wstrzymano licytację. Po odszukaniu spadkobierców rodziny Gutnajerów prowadzono rozmowy z anonimowym posiadaczem dzieła. Obraz został ponownie sprzedany 25 kwietnia 2008. Zyskami ze sprzedaży podzielili się anonimowy posiadacz dzieła i rodzina Gutnajerów. Obraz nie wrócił do Polski.